# Isla Riesco
Isla Riesco är en ö i Chile.   Den ligger i regionen Región de Magallanes y de la Antártica Chilena, i den södra delen av landet. Arean är 5 005 kvadratkilometer.